# Rezolucja Rady Bezpieczeństwa ONZ nr 736
Rezolucja Rady Bezpieczeństwa ONZ nr 736 została przyjęta bez głosowania 29 stycznia 1992 r.
Po przeanalizowaniu wniosku Kirgistanu o członkostwo w Organizacji Narodów Zjednoczonych, Rada zaleciła Zgromadzeniu Ogólnemu przyjęcie tego państwa do swojego grona.

## Źródło
- UNSCR - Resolution 736